# 3700 Geowilliams
3700 Geowilliams este un asteroid din centura principală, descoperit pe 23 octombrie 1984 de Carolyn Shoemaker și Eugene Shoemaker.